# Горни край
Горни край е село в Северна България. То се намира в община Елена, област Велико Търново в землището на село Дрента.

## География
Горни край се намира в Северна България на 3 км западно от центъра на село Дрента на северния склон на Средна Стара планина. Селото е разположено по протежение долината на река Веселина и нейните притоци в най-високите им части. Състои се от 10 махали (Вълчата, Бялковата, Станевци, Ливадата, Чифлика, Зидьовци, Ганевци, Цоновци, Корията, Широката, Дъневци), разположени между връх Главите 939,3 м н.в. на север и Буторски чукар 1114,7 м н.в. на юг, връх Божура 792,9 м н.в. на запад и връх Боров рът 716,3 м н.в. на изток.

## История
Възниква по-късно от съседното село Дрента, като заселването му е станало основно от запад на изток и от високите части към долината на р. Веселина. Наброявало е около 70 къщи. През различни периоди селището е било или самостоятелно или част (махала) от село Дрента. Населението е източноправославно и към 2018 г. наброява 21 души постоянни жители и още толкова временно пребиваващи през лятото. Повечето махали носят името или основателя си или на характерните географски особености на местността.
През 1928 г. еленският инспектор Стойно Попдимитров дава мнение, че има всички условия (46 ученици и териториална отдалеченост от училището в Дрента) за откриване на училище в м. Горни край. На 20 септември 1929 г. се открива самостоятелно училище с 4 отделения (класове) и 47 ученици с учители Марин Рашков и Роза Брешкова. Първоначално се помещава в селска къща (на Христо Кръстев) в махала Цоновци. По инициатива на 25 жители на селото 1930 – 1932 се мести в самостоятелно построена сграда върху парцел на Марин Йорданов в близост до мястото, където Нойков дол се влива в р. Веселина. Функционира до 1970 г., след което става почивна база с бунгала.

## Природни забележителности
Селото има извор на минерална вода богата на сяра подобна на тази в с. Вонеща вода. На около 6 км югозападно от селото е местността „Бутора“ с голям извор и малък водопад. На около километър североизточно в местностите „Остричевата“ и „Габрачев дол“ са изворите на река Веселина (до 1911 Дрентска река), която пълни язовир Йовковци и се влива в Янтра след това. В местността Манюв дол, югоизточно от Връх Главите има две малки пещери – Манюва дупка и Водница. Между Горни край и Кладни дял има маркирана екопътека преминаваща край местността Главите с дължина 3 часа пеш или 11 км.

## Редовни събития
Празник на село Дрента – първата събота на месец юни, по стар стил Костадинов ден (св. Константин и Елена)

## Галерия
- Горни край
- Горни край – Дъневци
- Горни край – Чифлика
- Старата къща – Чифлика
- Вълчата – Горни край
- Поляна в Дрента
- Дъневци
- Неновци – река Веселина